# Carex ratongensis
Carex ratongensis är en halvgräsart som först beskrevs av Charles Baron Clarke, och fick sitt nu gällande namn av Charles Baron Clarke. Carex ratongensis ingår i släktet starrar, och familjen halvgräs. Inga underarter finns listade i Catalogue of Life.